# Friday I'm in Love
«Friday I'm in Love» — це пісня гурту «The Cure», яку написав Роберт Сміт. Вона була видана у травні 1992 року, як другий сингл з альбому «Wish».

## Композиція
Пісня грається в тональності ре мажор в темпі 138 ударів в хвилину. Вокал Сміта знаходиться в діапазоні нот від A3 до E5.

## Чарти
| Чарт (1992–1993)                          | Найвища позиція |
| ----------------------------------------- | --------------- |
| Австралія (ARIA)                          | 39              |
| Австрія (Ö3 Austria Top 75)               | 13              |
| Canada Top Singles (RPM)                  | 3               |
| Europe (Eurochart Hot 100)                | 20              |
| Німеччина (Media Control AG)              | 16              |
| Ірландія (IRMA)                           | 4               |
| Нідерланди (Mega Single Top 100)          | 32              |
| Нова Зеландія (RIANZ)                     | 7               |
| Норвегія (VG-lista)                       | 7               |
| Швеція (Sverigetopplistan)                | 17              |
| Швейцарія (Media Control AG)              | 17              |
| Велика Британія (Official Charts Company) | 6               |
| США (Billboard Hot 100)                   | 18              |
| США (Alternative Songs) (Billboard)       | 1               |

| Чарт (1992)                      | Позиція |
| -------------------------------- | ------- |
| Canada Top Singles (RPM)         | 42      |
| Europe (Eurochart Hot 100)       | 97      |
| Germany (Official German Charts) | 52      |
| US Billboard Hot 100             | 71      |